# Ecchaetomyia nigrovittata
Ecchaetomyia nigrovittata är en tvåvingeart som beskrevs av Lindner 1949. Ecchaetomyia nigrovittata ingår i släktet Ecchaetomyia och familjen vapenflugor. Inga underarter finns listade i Catalogue of Life.